# کلیسای استپانوس مقدس (اصفهان)
کلیسای استپانوس مقدس نوجلفا (ارمنی: Նոր Ջուղայի Սուրբ Ստեփանոս Նախավկա Եկեղեցի) یک کلیسای حواری ارمنی در نوجلفا واقع در اصفهان، ایران است. این کلیسا بزرگترین کلیسای نوجلفاست و در محله هاکوپجان نوجلفا واقع شده‌است.

## تاریخ
کلیسای سنت استفان در سال ۱۶۱۴ ساخته شد. کلیسای دیگری به نام مریم مقدس در محوطه کلیسا وجود دارد. میان سال‌های ۱۸۳۰ تا ۱۸۹۰، مدرسه‌ای در حیاط کلیسا وجود داشت که به نام مدرسه ناجی مقدس نامگذاری شد. سنگ قبر مانوک پسر خوجه ملکم نیز در محوطه وجود دارد که در سال ۱۷۲۲ در جریان محاصره اصفهان توسط افغان‌ها کشته شد.